# Сватава Чешская
Сватава (Лиутгарда, Лютгарда) Чешская (чеш. Svatava Česká , нем. Luitgarda; ? — 19 февраля после 1126) — чешская княжна.
Дочь князя Чехии Владислава I из рода Пржемысловичей и немецкой графини, княгини Чехии Риксы фон Берг.
Внучка короля Вратислава II и Генриха I, графа фон Берг-Шелкинген.
При рождении была названа Сватавой в честь бабушки королевы Светославы (Сватавы) Польской.
В июле 1124 по воле отца, преследовавшего политические выгоды, выдана замуж за баварского дворянина Фридриха IV фон Диссена (ум. 11 апреля 1148), фогта (бургграфа) Регенсбурга.
По летописи в приданое получила великолепные наряды и значительное вено
В Германии была известна под именем Лиутгарда (Лютгарда). Умерла после 1126, по-видимому, бездетной.